# 陈绳武
陈绳武（1927年—1998年），男，浙江杭州人，中华人民共和国政治人物，曾任北京市科学技术协会副主席，中国科学技术协会书记处书记，第七届全国政协委员。

## 生平
1986年6月，中国科学技术协会第三次全国代表大会在北京召开，选举产生第三届全国委员会。6月28日，第三届全国委员会第一次会议召开，推举其担任常务委员。